# القصاصين الجديدة
القصاصين الجديدة مدينة مصرية تتبع محافظة الإسماعيلية، وهي قاعدة مركز القصاصين، وهي مدينة منذ سنة 1993م.